# Sidi M'Bark
Sidi M'Bark  (in arabo سيدي مبارك‎?) è un centro abitato e comune rurale del Marocco situato nella provincia di Sidi Ifni, regione di Guelmim-Oued Noun. Conta una popolazione di 6 110 abitanti (censimento 2014).